# Samaná (péninsule)
Pour les articles homonymes, voir Samaná.

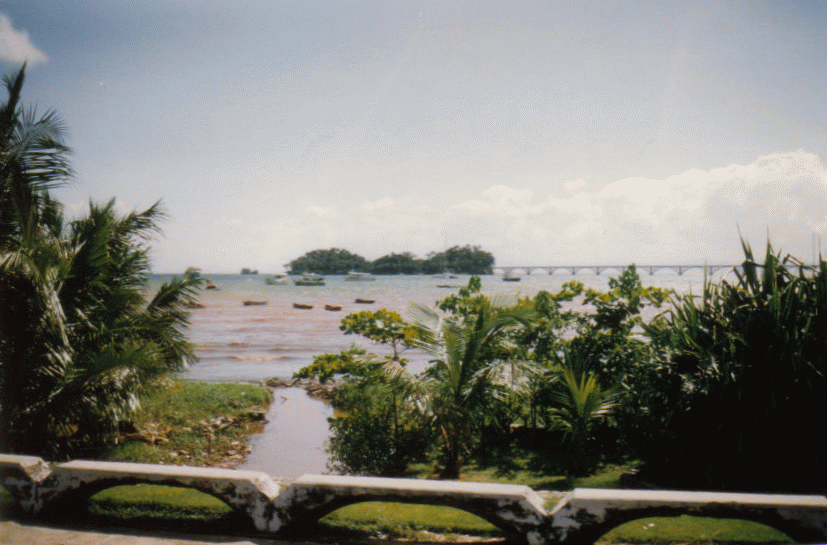
La baie de Samaná

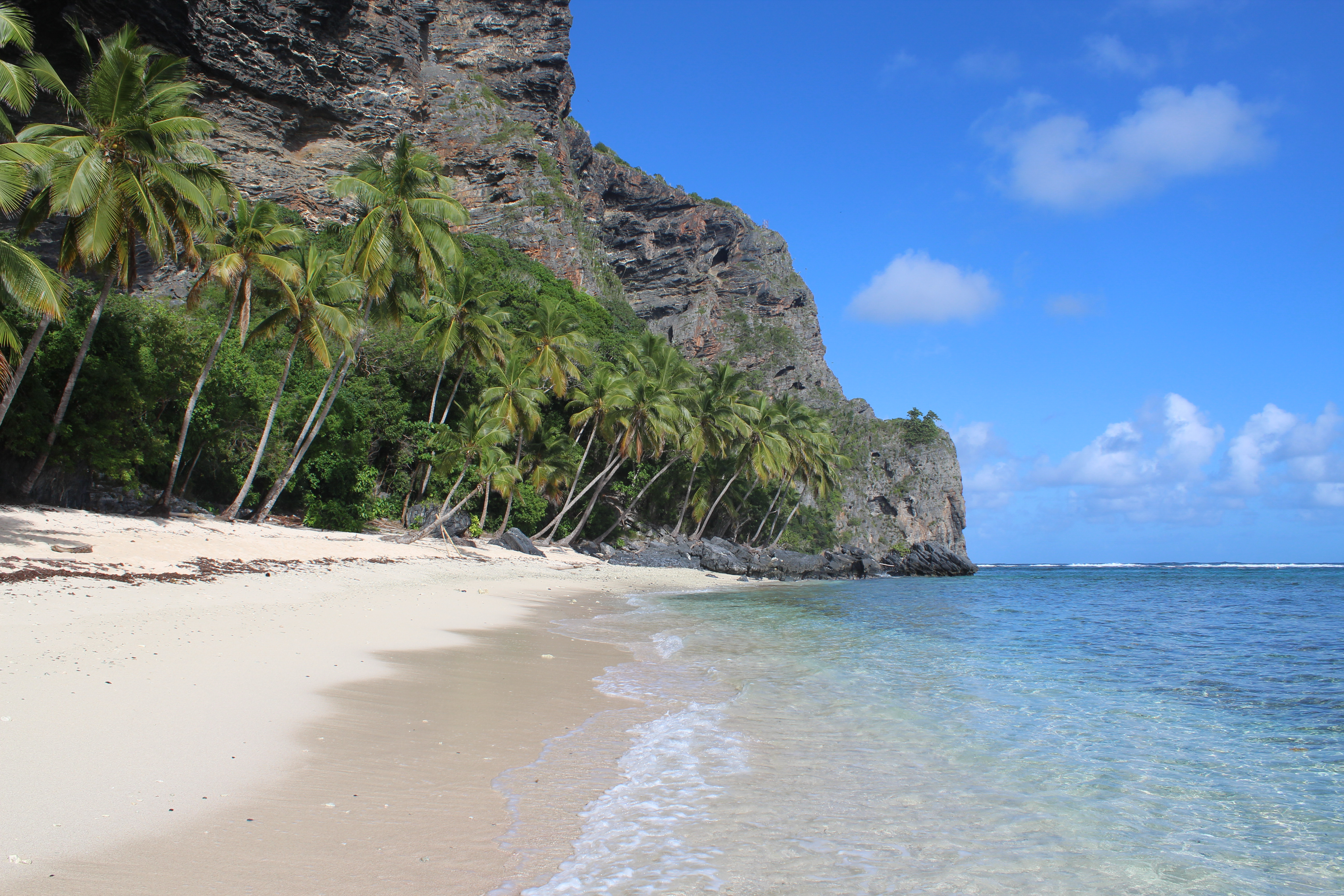
La plage de Frontón

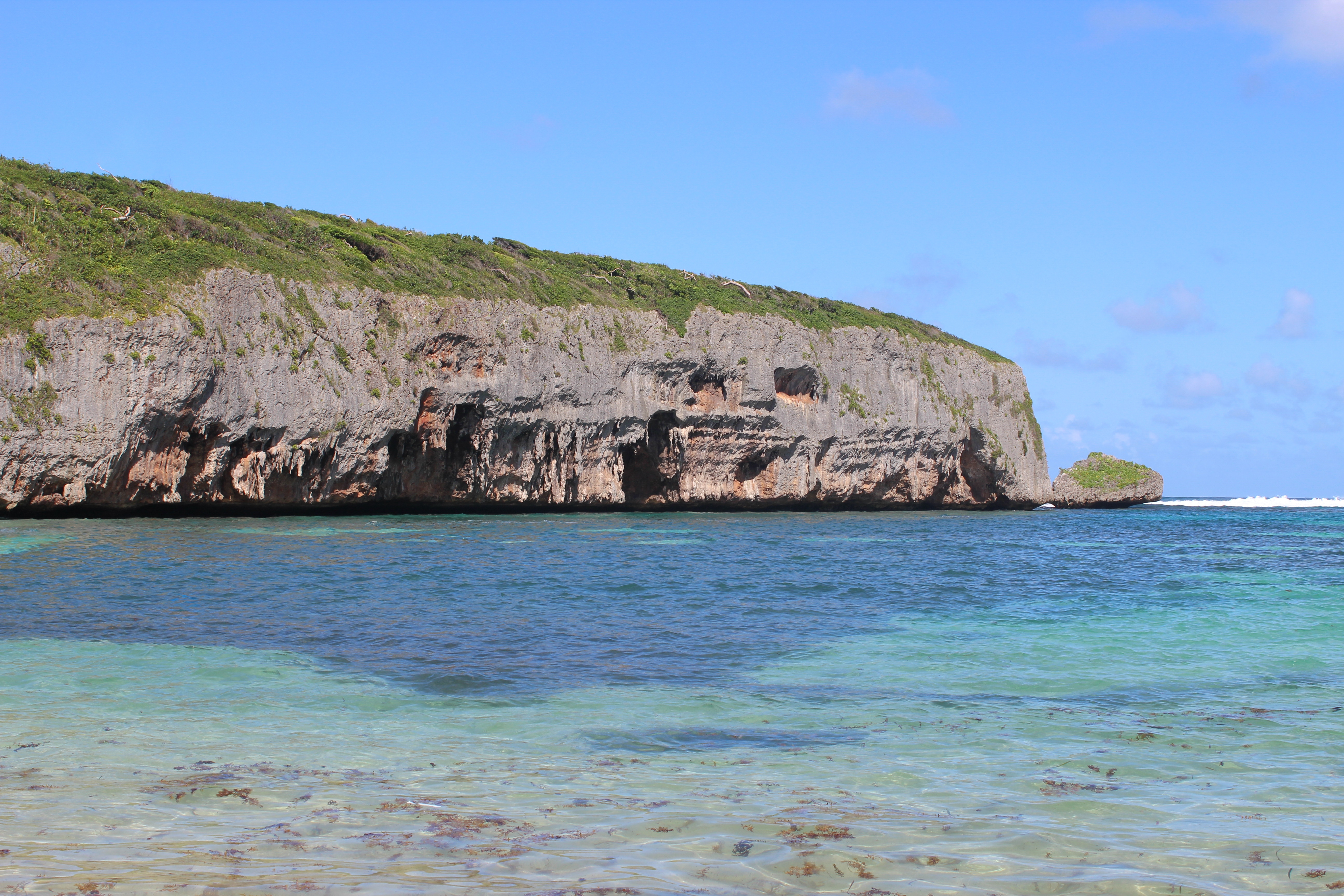
La plage de Madama

La péninsule de Samaná, dont la superficie est de l'ordre de 1 000 km2, est sise en République dominicaine. Elle est bordée au nord par l'océan Atlantique et au sud par la baie de Samaná. À la pointe est, l'océan Atlantique et la baie se rejoignent, alors qu'à l'ouest, la péninsule se rattache par des terres basses au reste de l'île d'Hispaniola. D'est en ouest, elle est traversée par la cordillère de Samaná, une chaîne de montagnes dont les sommets arrondis atteignent dans certains cas plus de 500 mètres. Lors de sa découverte par les Européens au XVe siècle, la Samaná était une île. En effet, il était possible de la contourner par voie maritime à l'ouest. 

## Géographie humaine
La ville portuaire de Santa Bárbara de Samaná (connue sous le nom de La Samaná ou Samaná) est le chef-lieu de la province de Samaná, à l'extrême nord-est de la République dominicaine et a été fondée en 1756. Aujourd'hui la ville compte une population de 51 501 habitants (10 692 en zone urbaine et 40 809 en zone rurale)

## Histoire
Étant donné sa position stratégique, à l'extrémité nord-est de la péninsule, elle fut très tôt l'objet de la convoitise des conquistadors espagnols. L'histoire veut d'ailleurs que ce soit ici qu'eut lieu en 1493, le premier conflit armé opposant les européens aux autochtones d'Amérique.
Christophe Colomb appela une partie de la baie de Samaná, le Golfe des flèches (Los Cacaos), parce que ses bateaux furent reçus par les habitants de cette région, les Ciguayos, avec une pluie de flèches qui les forcèrent à repartir.
Au XIXe siècle, la péninsule de Samaná fut capturée par les forces de Napoléon, la ville fut au cœur d’un développement particulièrement ambitieux et devait même devenir la capitale de l’île et être rebaptisée Port-Napoléon.
Entre juillet et août 1809, les Britanniques occupent Samaná et font le blocus du port de Santo Domingo.
Vers 1820, elle fut le témoin d'immigrations importantes d'esclaves libérés, qui s'y établirent.
La sûreté naturelle de la baie a fait de Samaná un centre stratégique, commercial et maritime aux Caraïbes jusqu'au début du vingtième siècle.
La ville de Samana  est complètement détruite par un incendie en 1946 et reconstruite sur ordre de Trujillo. Elle est réaménagée selon un plan ayant largement recours à des ronds-points et à de larges avenues, lui procurant aujourd'hui un aspect aéré. On remarque également de nombreuses églises de culte chrétiens souvent construites en bois très diversifiées.

## Tourisme
La péninsule de Samana possède quelques-unes des plus belles plages de République Dominicaine comme Playa Rincon, Playa Fronton, El Valle, Cayo Levantado, Playa Bonita.
Samaná possède un aéroport international depuis novembre 2006 (El Catey, code AITA : AZS).